# John Furla
John C. Furla (ur. 15 sierpnia 1870 w Tripolisie w Grecji, zm. 31 maja 1938 w Saint Louis) – amerykański lekkoatleta pochodzenia greckiego, uczestnik igrzysk olimpijskich w Saint Louis w 1904 r.
Furla był Grekiem. W wieku 27 lat w 1897 r. przybył do USA.

## Występy na igrzyskach olimpijskich
Furla wystartował tylko raz na igrzyskach olimpijskich w 1904 r. Wziął udział w maratonie. Zmagania biegaczy miały miejsce 30 sierpnia 1904 r. Furla dobiegł do mety na 13 miejscu.